# Elezioni comunali in Abruzzo del 2012
Le elezioni comunali in Abruzzo del 2012 si sono svolte il 6 e 7 maggio (con ballottaggio il 20 e 21 maggio).

## Riepilogo sindaci eletti
Coalizione di centro-sinistra
     Coalizione di centro-destra
     Commissario
| Provincia | Comune       | Popolazione legale (censimento 2001) | Sindaco uscente | Sindaco uscente          | Sindaco eletto | Sindaco eletto             | Primo turno | Primo turno | Secondo turno | Secondo turno | Seggi   |
| Provincia | Comune       | Popolazione legale (censimento 2001) | Sindaco uscente | Sindaco uscente          | Sindaco eletto | Sindaco eletto             | Voti        | %           | Voti          | %             | Seggi   |
| --------- | ------------ | ------------------------------------ | --------------- | ------------------------ | -------------- | -------------------------- | ----------- | ----------- | ------------- | ------------- | ------- |
| Chieti    | Ortona       | 22 694                               |                 | Nicola Fratino (PdL)     |                | Vincenzo D'Ottavio (PD)    | 6 080       | 41,58       | 8 661         | 74,54         | 10 / 16 |
| Chieti    | San Salvo    | 17 254                               |                 | Daniela Di Baldassarre   |                | Tiziana Magnacca (PdL)     | 5 031       | 41,18       | 6 342         | 58,62         | 10 / 16 |
| L'Aquila  | L'Aquila     | 68 503                               |                 | Massimo Cialente (SD/PD) |                | Massimo Cialente (PD)      | 17 421      | 40,58       | 20 495        | 59,19         | 20 / 32 |
| L'Aquila  | Avezzano     | 38 337                               |                 | Antonio Floris (PdL)     |                | Giovanni Di Pangrazio (PD) | 11 908      | 45,48       | 10 519        | 56,52         | 15 / 24 |
| Pescara   | Montesilvano | 40 700                               |                 | Pasquale Cordoma (PdL)   |                | Attilio Di Mattia (PD)     | 10 814      | 41,05       | 10 397        | 53,81         | 14 / 24 |
| Pescara   | Spoltore     | 15 417                               |                 | Vincenzo De Vivo         |                | Luciano Di Lorito (PD)     | 5 106       | 52,03       | —             | —             | 10 / 16 |

## Provincia di Chieti

### Ortona
| Candidati                            | Candidati                     | II turno              | II turno              | I turno | I turno | Liste                   | Voti   | %     | Seggi |
| Candidati                            | Candidati                     | Voti                  | %                     | Voti    | %       | Liste                   | Voti   | %     | Seggi |
| ------------------------------------ | ----------------------------- | --------------------- | --------------------- | ------- | ------- | ----------------------- | ------ | ----- | ----- |
|                                      | Vincenzo D'Ottavio ✔️ Sindaco | 8 661                 | 74,54                 | 6 080   | 41,58   | Partito Democratico     | 2 379  | 17,44 | 5     |
| Italia dei Valori                    | Vincenzo D'Ottavio ✔️ Sindaco | 8 661                 | 74,54                 | 6 080   | 41,58   | 877                     | 6,43   | 2     |       |
| Unione di Centro                     | Vincenzo D'Ottavio ✔️ Sindaco | 8 661                 | 74,54                 | 6 080   | 41,58   | 811                     | 5,94   | 1     |       |
| Uniti per D'Ottavio                  | Vincenzo D'Ottavio ✔️ Sindaco | 8 661                 | 74,54                 | 6 080   | 41,58   | 542                     | 3,97   | 1     |       |
| Sinistra Ecologia Libertà            | Vincenzo D'Ottavio ✔️ Sindaco | 8 661                 | 74,54                 | 6 080   | 41,58   | 500                     | 3,67   | 1     |       |
| Sinistra Ortonese (FdV - PdCI - PRC) | Vincenzo D'Ottavio ✔️ Sindaco | 8 661                 | 74,54                 | 6 080   | 41,58   | 368                     | 2,70   | –     |       |
| Totale liste                         | Vincenzo D'Ottavio ✔️ Sindaco | 8 661                 | 74,54                 | 6 080   | 41,58   | 5 477                   | 40,15  | 10    |       |
|                                      | Remo Di Martino               | 2 959                 | 25,46                 | 2 471   | 16,90   | Il Popolo della Libertà | 1 472  | 10,79 | 1     |
| Di Martino Sindaco (GS - IpC)        | Remo Di Martino               | 2 959                 | 25,46                 | 2 471   | 16,90   | 1 211                   | 8,88   | 1     |       |
| Seggio di coalizione                 | Seggio di coalizione          | Seggio di coalizione  | 25,46                 | 2 471   | 16,90   | 1                       |        |       |       |
| Totale liste                         | Remo Di Martino               | 2 959                 | 25,46                 | 2 471   | 16,90   | 2 683                   | 19,67  | 2     |       |
|                                      | Tommaso Cieri                 | Tommaso Cieri         | Tommaso Cieri         | 1 445   | 9,88    | Liberalsocialisti       | 658    | 4,82  | –     |
| Uniti per Ortona                     | Tommaso Cieri                 | Tommaso Cieri         | Tommaso Cieri         | 1 445   | 9,88    | 476                     | 3,49   | –     |       |
| Per Ortona                           | Tommaso Cieri                 | Tommaso Cieri         | Tommaso Cieri         | 1 445   | 9,88    | 410                     | 3,01   | –     |       |
| Seggio di coalizione                 | Seggio di coalizione          | Seggio di coalizione  | Tommaso Cieri         | 1 445   | 9,88    | 1                       |        |       |       |
| Totale liste                         | Tommaso Cieri                 | Tommaso Cieri         | Tommaso Cieri         | 1 445   | 9,88    | 1 544                   | 11,32  | –     |       |
|                                      | Giulio Napoleone              | Giulio Napoleone      | Giulio Napoleone      | 1 228   | 8,40    | Forza Ortona            | 943    | 6,91  | –     |
| Ortona Futura                        | Giulio Napoleone              | Giulio Napoleone      | Giulio Napoleone      | 1 228   | 8,40    | 95                      | 0,70   | –     |       |
| Ortona Turistica                     | Giulio Napoleone              | Giulio Napoleone      | Giulio Napoleone      | 1 228   | 8,40    | 92                      | 0,67   | –     |       |
| Seggio di coalizione                 | Seggio di coalizione          | Seggio di coalizione  | Giulio Napoleone      | 1 228   | 8,40    | 1                       |        |       |       |
| Totale liste                         | Giulio Napoleone              | Giulio Napoleone      | Giulio Napoleone      | 1 228   | 8,40    | 1 130                   | 8,28   | –     |       |
|                                      | Camillo Franco Vanni          | Camillo Franco Vanni  | Camillo Franco Vanni  | 884     | 6,05    | Terzo Polo              | 710    | 5,20  | –     |
|                                      | Giuseppina De Lutiis          | Giuseppina De Lutiis  | Giuseppina De Lutiis  | 878     | 6,00    | Noi..... il Popolo      | 637    | 4,67  | –     |
|                                      | Mattia Potenza                | Mattia Potenza        | Mattia Potenza        | 854     | 5,84    | Movimento 5 Stelle      | 564    | 4,13  | –     |
|                                      | Giovanni Valentinetti         | Giovanni Valentinetti | Giovanni Valentinetti | 854     | 5,84    | Città Nostra (A)        | 702    | 5,15  | –     |
| Seggio di coalizione                 | Seggio di coalizione          | Seggio di coalizione  | Giovanni Valentinetti | 854     | 5,84    | 1                       |        |       |       |
|                                      | Amerigo Gizzi                 | Amerigo Gizzi         | Amerigo Gizzi         | 177     | 1,21    | Arca                    | 195    | 1,43  | –     |
| Totale                               | Totale                        | 11 620                | 100                   | 14 623  | 100     |                         | 13 642 | 100   | 16    |
|                                      |                               |                       |                       |         |         |                         |        |       |       |
| Schede bianche                       | Schede bianche                | 163                   | 1,34                  | 141     | 0,93    |                         |        |       |       |
| Schede nulle                         | Schede nulle                  | 351                   | 2,89                  | 407     | 2,68    |                         |        |       |       |
| Votanti                              | Votanti                       | 12 134                | 54,92                 | 15 171  | 68,67   |                         |        |       |       |
| Elettori                             | Elettori                      | 22 094                |                       | 22 094  |         |                         |        |       |       |
|                                      |                               |                       |                       |         |         |                         |        |       |       |
| Fonte: Ministero dell'interno        |                               |                       |                       |         |         |                         |        |       |       |

- La lista contrassegnata con la lettera A è apparentata al secondo turno con il candidato sindaco Remo Di Martino.

### San Salvo
| Candidati                      | Candidati                   | II turno                 | II turno                 | I turno | I turno | Liste                   | Voti   | %     | Seggi |
| Candidati                      | Candidati                   | Voti                     | %                        | Voti    | %       | Liste                   | Voti   | %     | Seggi |
| ------------------------------ | --------------------------- | ------------------------ | ------------------------ | ------- | ------- | ----------------------- | ------ | ----- | ----- |
|                                | Tiziana Magnacca ✔️ Sindaca | 6 342                    | 58,62                    | 5 031   | 41,18   | Il Popolo della Libertà | 2 214  | 19,05 | 5     |
| Città Nuova - Magnacca Sindaco | Tiziana Magnacca ✔️ Sindaca | 6 342                    | 58,62                    | 5 031   | 41,18   | 1 472                   | 12,67  | 3     |       |
| Lista Popolare                 | Tiziana Magnacca ✔️ Sindaca | 6 342                    | 58,62                    | 5 031   | 41,18   | 841                     | 7,24   | 2     |       |
| Totale liste                   | Tiziana Magnacca ✔️ Sindaca | 6 342                    | 58,62                    | 5 031   | 41,18   | 4 527                   | 38,96  | 10    |       |
|                                | Domenico Di Stefano         | 4 476                    | 41,38                    | 3 701   | 30,29   | San Salvo Democratica   | 1 448  | 12,46 | 2     |
| Italia dei Valori              | Domenico Di Stefano         | 4 476                    | 41,38                    | 3 701   | 30,29   | 979                     | 8,42   | 1     |       |
| Sinistra Ecologia Libertà      | Domenico Di Stefano         | 4 476                    | 41,38                    | 3 701   | 30,29   | 670                     | 5,77   | –     |       |
| Partito Socialista Italiano    | Domenico Di Stefano         | 4 476                    | 41,38                    | 3 701   | 30,29   | 573                     | 4,93   | –     |       |
| Seggio di coalizione           | Seggio di coalizione        | Seggio di coalizione     | 41,38                    | 3 701   | 30,29   | 1                       |        |       |       |
| Totale liste                   | Domenico Di Stefano         | 4 476                    | 41,38                    | 3 701   | 30,29   | 3 670                   | 31,58  | 3     |       |
|                                | Arnaldo Mariotti            | Arnaldo Mariotti         | Arnaldo Mariotti         | 2 212   | 18,11   | Partito Democratico     | 1 238  | 10,65 | 1     |
| Democratici                    | Arnaldo Mariotti            | Arnaldo Mariotti         | Arnaldo Mariotti         | 2 212   | 18,11   | 679                     | 5,84   | –     |       |
| Città Unita                    | Arnaldo Mariotti            | Arnaldo Mariotti         | Arnaldo Mariotti         | 2 212   | 18,11   | 365                     | 3,14   | –     |       |
| Seggio di coalizione           | Seggio di coalizione        | Seggio di coalizione     | Arnaldo Mariotti         | 2 212   | 18,11   | 1                       |        |       |       |
| Totale liste                   | Arnaldo Mariotti            | Arnaldo Mariotti         | Arnaldo Mariotti         | 2 212   | 18,11   | 2 282                   | 19,64  | 1     |       |
|                                | Fabio Orlando Travaglini    | Fabio Orlando Travaglini | Fabio Orlando Travaglini | 796     | 6,52    | Unione di Centro        | 666    | 5,73  | –     |
|                                | Marco Sabatini              | Marco Sabatini           | Marco Sabatini           | 477     | 3,90    | Movimento 5 Stelle      | 476    | 4,10  | –     |
| Totale                         | Totale                      | 10 818                   | 100                      | 12 217  | 100     |                         | 11 621 | 100   | 16    |
|                                |                             |                          |                          |         |         |                         |        |       |       |
| Schede bianche                 | Schede bianche              | 140                      | 1,25                     | 86      | 0,68    |                         |        |       |       |
| Schede nulle                   | Schede nulle                | 215                      | 1,92                     | 302     | 2,40    |                         |        |       |       |
| Votanti                        | Votanti                     | 11 173                   | 67,22                    | 12 605  | 75,83   |                         |        |       |       |
| Elettori                       | Elettori                    | 16 622                   |                          | 16 622  |         |                         |        |       |       |
|                                |                             |                          |                          |         |         |                         |        |       |       |
| Fonte: Ministero dell'interno  |                             |                          |                          |         |         |                         |        |       |       |

## Provincia dell'Aquila

### L'Aquila
| Candidati                                                       | Candidati                   | II turno             | II turno           | I turno | I turno | Liste                      | Voti   | %     | Seggi |
| Candidati                                                       | Candidati                   | Voti                 | %                  | Voti    | %       | Liste                      | Voti   | %     | Seggi |
| --------------------------------------------------------------- | --------------------------- | -------------------- | ------------------ | ------- | ------- | -------------------------- | ------ | ----- | ----- |
|                                                                 | Massimo Cialente ✔️ Sindaco | 20 495               | 59,20              | 17 421  | 40,58   | Partito Democratico        | 6 593  | 16,20 | 9     |
| Alleanza per l'Italia                                           | Massimo Cialente ✔️ Sindaco | 20 495               | 59,20              | 17 421  | 40,58   | 2 274                      | 5,59   | 3     |       |
| Cattolici Democratici per L'Aquila                              | Massimo Cialente ✔️ Sindaco | 20 495               | 59,20              | 17 421  | 40,58   | 2 161                      | 5,31   | 2     |       |
| Socialisti Riformisti per L'Aquila                              | Massimo Cialente ✔️ Sindaco | 20 495               | 59,20              | 17 421  | 40,58   | 1 712                      | 4,21   | 2     |       |
| Federazione della Sinistra                                      | Massimo Cialente ✔️ Sindaco | 20 495               | 59,20              | 17 421  | 40,58   | 1 217                      | 2,99   | 1     |       |
| Sinistra Ecologia Libertà                                       | Massimo Cialente ✔️ Sindaco | 20 495               | 59,20              | 17 421  | 40,58   | 1 117                      | 2,75   | 1     |       |
| Totale liste                                                    | Massimo Cialente ✔️ Sindaco | 20 495               | 59,20              | 17 421  | 40,58   | 15 074                     | 37,05  | 18    |       |
|                                                                 | Giorgio De Matteis          | 14 125               | 40,80              | 12 783  | 29,78   | Movimento per le Autonomie | 4 609  | 11,33 | 3     |
| Unione di Centro                                                | Giorgio De Matteis          | 14 125               | 40,80              | 12 783  | 29,78   | 3 337                      | 8,20   | 2     |       |
| Prospettiva 2022                                                | Giorgio De Matteis          | 14 125               | 40,80              | 12 783  | 29,78   | 1 296                      | 3,19   | 1     |       |
| Tutti per l'Aquila                                              | Giorgio De Matteis          | 14 125               | 40,80              | 12 783  | 29,78   | 1 182                      | 2,91   | 1     |       |
| Popolari UDEUR                                                  | Giorgio De Matteis          | 14 125               | 40,80              | 12 783  | 29,78   | 1 159                      | 2,85   | –     |       |
| L'Aquila Città Unita (Noi L'Aquila - Ecologisti e Reti Civiche) | Giorgio De Matteis          | 14 125               | 40,80              | 12 783  | 29,78   | 1 121                      | 2,76   | –     |       |
| I Castelli con L'Aquila                                         | Giorgio De Matteis          | 14 125               | 40,80              | 12 783  | 29,78   | 900                        | 2,21   | –     |       |
| Seggio di coalizione                                            | Seggio di coalizione        | Seggio di coalizione | 40,80              | 12 783  | 29,78   | 1                          |        |       |       |
| Totale liste                                                    | Giorgio De Matteis          | 14 125               | 40,80              | 12 783  | 29,78   | 13 604                     | 33,44  | 7     |       |
|                                                                 | Pierluigi Properzi          | Pierluigi Properzi   | Pierluigi Properzi | 3 522   | 8,21    | Il Popolo della Libertà    | 3 447  | 8,47  | 1     |
| Domani L'Aquila                                                 | Pierluigi Properzi          | Pierluigi Properzi   | Pierluigi Properzi | 3 522   | 8,21    | 835                        | 2,05   | –     |       |
| Seggio di coalizione                                            | Seggio di coalizione        | Seggio di coalizione | Pierluigi Properzi | 3 522   | 8,21    | 1                          |        |       |       |
| Totale liste                                                    | Pierluigi Properzi          | Pierluigi Properzi   | Pierluigi Properzi | 3 522   | 8,21    | 4 282                      | 10,52  | 1     |       |
|                                                                 | Angelo Mancini              | Angelo Mancini       | Angelo Mancini     | 2 714   | 6,32    | Italia dei Valori (A)      | 1 382  | 3,40  | 1     |
| L'Aquila Oggi (B)                                               | Angelo Mancini              | Angelo Mancini       | Angelo Mancini     | 2 714   | 6,32    | 1 012                      | 2,49   | –     |       |
| Seggio di coalizione                                            | Seggio di coalizione        | Seggio di coalizione | Angelo Mancini     | 2 714   | 6,32    | 1                          |        |       |       |
| Totale liste                                                    | Angelo Mancini              | Angelo Mancini       | Angelo Mancini     | 2 714   | 6,32    | 2 394                      | 5,88   | 1     |       |
|                                                                 | Vincenzo Vittorini          | Vincenzo Vittorini   | Vincenzo Vittorini | 2 459   | 5,73    | L'Aquila che Vogliamo      | 1 582  | 3,89  | –     |
| Seggio di coalizione                                            | Seggio di coalizione        | Seggio di coalizione | Vincenzo Vittorini | 2 459   | 5,73    | 1                          |        |       |       |
|                                                                 | Ettore Di Cesare            | Ettore Di Cesare     | Ettore Di Cesare   | 2 147   | 5,00    | Cambia Musica              | 875    | 2,15  | –     |
| In Comune                                                       | Ettore Di Cesare            | Ettore Di Cesare     | Ettore Di Cesare   | 2 147   | 5,00    | 857                        | 2,11   | –     |       |
| Seggio di coalizione                                            | Seggio di coalizione        | Seggio di coalizione | Ettore Di Cesare   | 2 147   | 5,00    | 1                          |        |       |       |
| Totale liste                                                    | Ettore Di Cesare            | Ettore Di Cesare     | Ettore Di Cesare   | 2 147   | 5,00    | 1 732                      | 4,26   | –     |       |
|                                                                 | Enrico Verini               | Enrico Verini        | Enrico Verini      | 1 129   | 2,63    | Futuro e Libertà           | 1 509  | 3,71  | –     |
|                                                                 | Enza Blundo                 | Enza Blundo          | Enza Blundo        | 750     | 1,75    | Movimento 5 Stelle         | 510    | 1,25  | –     |
| Totale                                                          | Totale                      | 34 620               | 100                | 42 925  | 100     |                            | 40 687 | 100   | 32    |
|                                                                 |                             |                      |                    |         |         |                            |        |       |       |
| Schede bianche                                                  | Schede bianche              | 336                  | 0,94               | 260     | 0,58    |                            |        |       |       |
| Schede nulle                                                    | Schede nulle                | 684                  | 1,92               | 1 261   | 2,84    |                            |        |       |       |
| Votanti                                                         | Votanti                     | 35 640               | 58,04              | 44 446  | 72,38   |                            |        |       |       |
| Elettori                                                        | Elettori                    | 61 403               |                    | 61 403  |         |                            |        |       |       |
|                                                                 |                             |                      |                    |         |         |                            |        |       |       |
| Fonte: Ministero dell'interno                                   |                             |                      |                    |         |         |                            |        |       |       |

- Le liste contrassegnate con le lettere A e B sono apparentate al secondo turno con il candidato sindaco Massimo Cialente.

### Avezzano
| Candidati                          | Candidati                        | II turno             | II turno            | I turno | I turno | Liste                         | Voti   | %     | Seggi |
| Candidati                          | Candidati                        | Voti                 | %                   | Voti    | %       | Liste                         | Voti   | %     | Seggi |
| ---------------------------------- | -------------------------------- | -------------------- | ------------------- | ------- | ------- | ----------------------------- | ------ | ----- | ----- |
|                                    | Giovanni Di Pangrazio ✔️ Sindaco | 10 519               | 56,52               | 11 908  | 45,48   | Per Avezzano                  | 2 926  | 11,54 | 4     |
| Partito Democratico                | Giovanni Di Pangrazio ✔️ Sindaco | 10 519               | 56,52               | 11 908  | 45,48   | 2 278                         | 8,98   | 3     |       |
| Futuro e Libertà                   | Giovanni Di Pangrazio ✔️ Sindaco | 10 519               | 56,52               | 11 908  | 45,48   | 1 726                         | 6,81   | 2     |       |
| Unione di Centro                   | Giovanni Di Pangrazio ✔️ Sindaco | 10 519               | 56,52               | 11 908  | 45,48   | 1 205                         | 4,75   | 2     |       |
| Alleanza per l'Italia              | Giovanni Di Pangrazio ✔️ Sindaco | 10 519               | 56,52               | 11 908  | 45,48   | 1 008                         | 3,97   | 1     |       |
| Avezzano Futura                    | Giovanni Di Pangrazio ✔️ Sindaco | 10 519               | 56,52               | 11 908  | 45,48   | 918                           | 3,62   | 1     |       |
| Progetto Avezzano (PSI - GS)       | Giovanni Di Pangrazio ✔️ Sindaco | 10 519               | 56,52               | 11 908  | 45,48   | 767                           | 3,02   | 1     |       |
| Proposta Popolare                  | Giovanni Di Pangrazio ✔️ Sindaco | 10 519               | 56,52               | 11 908  | 45,48   | 474                           | 1,87   | –     |       |
| Italia dei Valori                  | Giovanni Di Pangrazio ✔️ Sindaco | 10 519               | 56,52               | 11 908  | 45,48   | 360                           | 1,42   | –     |       |
| Avezzano in Discussione            | Giovanni Di Pangrazio ✔️ Sindaco | 10 519               | 56,52               | 11 908  | 45,48   | 358                           | 1,41   | –     |       |
| Totale liste                       | Giovanni Di Pangrazio ✔️ Sindaco | 10 519               | 56,52               | 11 908  | 45,48   | 12 020                        | 47,40  | 14    |       |
|                                    | Italo Cipollone                  | 8 091                | 43,48               | 8 868   | 33,87   | Il Popolo della Libertà       | 4 042  | 15,94 | 5     |
| Forza Avezzano - Cipollone Sindaco | Italo Cipollone                  | 8 091                | 43,48               | 8 868   | 33,87   | 1 588                         | 6,26   | 1     |       |
| Con Italo per Avezzano             | Italo Cipollone                  | 8 091                | 43,48               | 8 868   | 33,87   | 1 179                         | 4,65   | 1     |       |
| Cantiere Popolare                  | Italo Cipollone                  | 8 091                | 43,48               | 8 868   | 33,87   | 992                           | 3,91   | 1     |       |
| Avezzano Protagonista              | Italo Cipollone                  | 8 091                | 43,48               | 8 868   | 33,87   | 787                           | 3,10   | –     |       |
| Popolari UDEUR                     | Italo Cipollone                  | 8 091                | 43,48               | 8 868   | 33,87   | 402                           | 1,59   | –     |       |
| Noi con Avezzano                   | Italo Cipollone                  | 8 091                | 43,48               | 8 868   | 33,87   | 318                           | 1,25   | –     |       |
| Seggio di coalizione               | Seggio di coalizione             | Seggio di coalizione | 43,48               | 8 868   | 33,87   | 1                             |        |       |       |
| Totale liste                       | Italo Cipollone                  | 8 091                | 43,48               | 8 868   | 33,87   | 9 308                         | 36,70  | 8     |       |
|                                    | Lorenzo De Cesare                | Lorenzo De Cesare    | Lorenzo De Cesare   | 1 231   | 4,70    | Alleanza di Centro (A)        | 918    | 3,62  | –     |
| Seggio di coalizione               | Seggio di coalizione             | Seggio di coalizione | Lorenzo De Cesare   | 1 231   | 4,70    | 1                             |        |       |       |
|                                    | Nazzareno Di Matteo              | Nazzareno Di Matteo  | Nazzareno Di Matteo | 1 075   | 4,11    | Nazzareno Di Matteo Sindaco   | 691    | 2,72  | –     |
|                                    | Pietropaolo Rubeo                | Pietropaolo Rubeo    | Pietropaolo Rubeo   | 1 001   | 3,82    | Unione dei Marsi              | 798    | 3,15  | –     |
|                                    | Iride Cosimati                   | Iride Cosimati       | Iride Cosimati      | 963     | 3,68    | Io amo Avezzano               | 937    | 3,69  | –     |
|                                    | Valeria Feragalli                | Valeria Feragalli    | Valeria Feragalli   | 769     | 2,94    | Sinistra Ecologia Libertà     | 539    | 2,13  | –     |
|                                    | Mario Spallone                   | Mario Spallone       | Mario Spallone      | 370     | 1,41    | Per la Marsica e per Avezzano | 149    | 0,59  | –     |
| Totale                             | Totale                           | 18 610               | 100                 | 26 185  | 100     |                               | 25 360 | 100   | 24    |
|                                    |                                  |                      |                     |         |         |                               |        |       |       |
| Schede bianche                     | Schede bianche                   | 204                  | 1,06                | 162     | 0,60    |                               |        |       |       |
| Schede nulle                       | Schede nulle                     | 492                  | 2,55                | 805     | 2,96    |                               |        |       |       |
| Votanti                            | Votanti                          | 19 306               | 56,00               | 27 152  | 78,76   |                               |        |       |       |
| Elettori                           | Elettori                         | 34 474               |                     | 34 474  |         |                               |        |       |       |
|                                    |                                  |                      |                     |         |         |                               |        |       |       |
| Fonte: Ministero dell'interno      |                                  |                      |                     |         |         |                               |        |       |       |

- La lista contrassegnata con la lettera A è apparentata al secondo turno con il candidato sindaco Giovanni Di Pangrazio.

## Provincia di Pescara

### Montesilvano
| Candidati | Candidati                     | II turno                      | II turno                      | I turno | I turno | Liste                                      | Voti   | %     | Seggi |
| Candidati | Candidati                     | Voti                          | %                             | Voti    | %       | Liste                                      | Voti   | %     | Seggi |
| --- | ----------------------------- | ----------------------------- | ----------------------------- | ------- | ------- | ------------------------------------------ | ------ | ----- | ----- |
| | Attilio Di Mattia ✔️ Sindaco  | 10 397                        | 53,81                         | 10 814  | 41,05   | Partito Democratico                        | 3 947  | 15,79 | 5     |
| Montesilvano Bene Comune | Attilio Di Mattia ✔️ Sindaco  | 10 397                        | 53,81                         | 10 814  | 41,05   | 1 881                                      | 7,52   | 2     |       |
| Unione di Centro | Attilio Di Mattia ✔️ Sindaco  | 10 397                        | 53,81                         | 10 814  | 41,05   | 1 869                                      | 7,48   | 2     |       |
| Italia dei Valori | Attilio Di Mattia ✔️ Sindaco  | 10 397                        | 53,81                         | 10 814  | 41,05   | 1 726                                      | 6,90   | 2     |       |
| Sinistra Unita a Montesilvano (SEL - PdCI)                                                                                       | Attilio Di Mattia ✔️ Sindaco  | 10 397                        | 53,81                         | 10 814  | 41,05   | 876                                        | 3,50   | 1     |       |
| Essere Montesilvano | Attilio Di Mattia ✔️ Sindaco  | 10 397                        | 53,81                         | 10 814  | 41,05   | 805                                        | 3,22   | 1     |       |
| I Giovani | Attilio Di Mattia ✔️ Sindaco  | 10 397                        | 53,81                         | 10 814  | 41,05   | 29                                         | 0,12   | –     |       |
| Totale liste | Attilio Di Mattia ✔️ Sindaco  | 10 397                        | 53,81                         | 10 814  | 41,05   | 11 133                                     | 44,53  | 13    |       |
| | Manola Musa                   | 8 923                         | 46,19                         | 7 041   | 26,73   | Il Popolo della Libertà                    | 4 029  | 16,11 | 5     |
| Lista Arcobaleno | Manola Musa                   | 8 923                         | 46,19                         | 7 041   | 26,73   | 1 385                                      | 5,54   | 1     |       |
| Montesilvano Futura | Manola Musa                   | 8 923                         | 46,19                         | 7 041   | 26,73   | 1 247                                      | 4,99   | 1     |       |
| Città Nuove | Manola Musa                   | 8 923                         | 46,19                         | 7 041   | 26,73   | 773                                        | 3,09   | –     |       |
| La Destra | Manola Musa                   | 8 923                         | 46,19                         | 7 041   | 26,73   | 119                                        | 0,48   | –     |       |
| Seggio di coalizione | Seggio di coalizione          | Seggio di coalizione          | 46,19                         | 7 041   | 26,73   | 1                                          |        |       |       |
| Totale liste | Manola Musa                   | 8 923                         | 46,19                         | 7 041   | 26,73   | 7 553                                      | 30,21  | 7     |       |
| | Francesco Maragno             | Francesco Maragno             | Francesco Maragno             | 5 042   | 19,14   | Futuro e Libertà per l'Italia (A)          | 1 349  | 5,40  | 1     |
| Democrazia e Libertà (B) | Francesco Maragno             | Francesco Maragno             | Francesco Maragno             | 5 042   | 19,14   | 1 245                                      | 4,98   | 1     |       |
| Il Popolo di Montesilvano (C) | Francesco Maragno             | Francesco Maragno             | Francesco Maragno             | 5 042   | 19,14   | 694                                        | 2,78   | –     |       |
| Alleanza per l'Italia (D) | Francesco Maragno             | Francesco Maragno             | Francesco Maragno             | 5 042   | 19,14   | 364                                        | 1,46   | –     |       |
| Movimento per le Autonomie - Democrazia Cristiana per le Autonomie Liberi e Forti - Unione Democratica Conservatori e Pensionati | Francesco Maragno             | Francesco Maragno             | Francesco Maragno             | 5 042   | 19,14   | 252                                        | 1,01   | –     |       |
| Seggio di coalizione | Seggio di coalizione          | Seggio di coalizione          | Francesco Maragno             | 5 042   | 19,14   | 1                                          |        |       |       |
| Totale liste | Francesco Maragno             | Francesco Maragno             | Francesco Maragno             | 5 042   | 19,14   | 3 904                                      | 15,61  | 2     |       |
| | Manuel Anelli                 | Manuel Anelli                 | Manuel Anelli                 | 1 257   | 4,77    | Movimento 5 Stelle                         | 967    | 3,87  | –     |
| | Pasquale Cordoma              | Pasquale Cordoma              | Pasquale Cordoma              | 1 174   | 4,46    | Grande Sud                                 | 568    | 2,27  | –     |
| Lista del Grillo Parlante | Pasquale Cordoma              | Pasquale Cordoma              | Pasquale Cordoma              | 1 174   | 4,46    | 168                                        | 0,67   | –     |       |
| Totale liste | Pasquale Cordoma              | Pasquale Cordoma              | Pasquale Cordoma              | 1 174   | 4,46    | 736                                        | 2,94   | –     |       |
| | Corrado Di Sante              | Corrado Di Sante              | Corrado Di Sante              | 667     | 2,53    | In Movimento per i Beni Comuni (PRC - FdV) | 483    | 1,93  | –     |
| | Marco Aurelio Getulio Forconi | Marco Aurelio Getulio Forconi | Marco Aurelio Getulio Forconi | 273     | 1,04    | Forza Nuova                                | 168    | 0,67  | –     |
| | Gianluca Giuseppe Milillo     | Gianluca Giuseppe Milillo     | Gianluca Giuseppe Milillo     | 77      | 0,29    | Lega Nord                                  | 58     | 0,23  | –     |
| Totale | Totale                        | 19 320                        | 100                           | 26 345  | 100     |                                            | 25 002 | 100   | 24    |
| |                               |                               |                               |         |         |                                            |        |       |       |
| Schede bianche | Schede bianche                | 142                           | 0,72                          | 207     | 0,75    |                                            |        |       |       |
| Schede nulle | Schede nulle                  | 392                           | 1,97                          | 940     | 3,42    |                                            |        |       |       |
| Votanti | Votanti                       | 19 854                        | 48,17                         | 27 492  | 66,70   |                                            |        |       |       |
| Elettori | Elettori                      | 41 220                        |                               | 41 220  |         |                                            |        |       |       |
| |                               |                               |                               |         |         |                                            |        |       |       |
| Fonte: Ministero dell'interno |                               |                               |                               |         |         |                                            |        |       |       |

- Le liste contrassegnate con la lettera A e C sono apparentate al secondo turno con il candidato sindaco Attilio Di Mattia.
- Le liste contrassegnate con la lettera B e D sono apparentate al secondo turno con la candidata sindaca Manola Musa.